# Geraldo de Corbie
San Geraldo de Corbie o Gerardo de la Selva Mayor (también nombrado como Gerardo o Geraud) (c. 1025–1095), fue un abad benedicitino. 

## Biografía
San Gerardo nació en Corbie, Picardía, y fue educado en la abadía de Corbie, donde más tarde se convirtió en un monje y cillerero. Sufrió fuertes dolores de cabeza que le impedieron llevar a cabo sus devociones. En un esfuerzo por curarse, hizo una peregrinación con su abad para buscar la intercesión de  San Miguel de Monte Gargano y de San Benito en Monte Cassino. A su regreso, fue curado de los dolores de cabeza por  San Adelardo, un antiguo abad de Corbie, del cual Geraldo escribió una hagiografía.
Más tarde hizo una peregrinación a Palestina, tras el cual fue elegido abad de  San Vicente, en Laon, pero los monjes no aceptaron su autoridad y la imposición de la disciplina apropiada. Después de cinco años, dimitió de Laon para llegar a ser abad de  San Medard (Soissons), pero fue expulsado por un usurpador.
Posteriormente, buscó un lugar donde fundar un nuevo monasterio benedictino. El duque Guillermo VIII de Aquitania le dio una enorme extensión de bosque en la Gironda cerca de Burdeos, donde Geraldo fundó la abadía de  Gran Selva o Selva Mayor, de la que fue también el primer abad. Esta se convirtió en una poderosa comunidad para el avance de la regla benedictina y el modo de vida, con gran influencia de las costumbres de Cluny. Geraldo comenzó la práctica de celebrar la misa y el Oficio de Difuntos durante 30 días después de la muerte de un miembro de la comunidad. Su consejo constante a sus monjes durante el tiempo en el que vivió estuvo fuera de toda discusión. Murió a Abadía de la Selva Mayor, donde fueron enterrados sus restos.